# Кислова, Александра Владимировна
Александра Владимировна Кислова (род. 20 декабря 1946, Фрунзе) — советская шахматистка, международный мастер (1966) среди женщин.

## Шахматная карьера
В седьмом классе стала чемпионкой Кузбасса, в девятом классе стала чемпионкой РСФСР среди школьниц. Переехала с семьёй из Мариинска в Омск, где тренировалась у Якова Русакова.
Участница 5 чемпионатов СССР, в том числе 26-й (1966) — 2-е; 32-й (1972) — 9—12-е; 37-й (1977) — 10-е места. Чемпионка РСФСР (1975).
В составе сборной РСФСР участница 2-х чемпионатов СССР между командами союзных республик: 10-й (1967) — команда завоевала серебряные медали и 13-й (1975) — команда завоевала золотые медали, а А. В. Кислова показал лучший результат на 2-й женской доске.
В составе ДСО «Труд» участница 3-х командных Кубков СССР (1966, 1971—1974). Завоевала 2 командные медали — серебряную (1966) и бронзовую (1974), а также 3 медали в индивидуальном зачёте — золотую (1966), серебряную (1974) и бронзовую (1971).
Лучшие результаты в международных соревнованиях: Петрозаводск (1966) — 3-е м.; Киев (1967) — 7-е; Липецк (1974) — 2-е; Череповец (1975) — 2—3-е; Пятигорск (1978) — 6—7-е места.

## Изменения рейтинга
| Графики недоступны из-за технических проблем. См. информацию на Фабрикаторе и на mediawiki.org. |